# Impulso sexual
Impulso sexual é o conjunto de comportamentos dirigidos ao ato sexual. Sigmund Freud afirmou que este impulso nasce conosco, estando relacionado com a libido. Já a Psicologia moderna agrega outro fator importante: o aprendizado. O termo técnico impulso ou pulsão significa em psicologia o conjunto de comportamentos dirigidos para um determinado fim. Por exemplo, o impulso da fome conduz à procura de alimento; o impulso da agressão à proteção; o impulso sexual leva a um comportamento dirigido para o ato sexual. Nos animais, os impulsos são regulados por uma região cerebral chamada hipotálamo, que, por sua vez, é ligada à concentração de hormônios no sangue que têm relação com a sexualidade. No entanto,  a sexualidade humana está sujeita ao córtex cerebral que permite o aprendizado e o raciocínio, o qual influi diretamente no hipotálamo tornando o comportamento sexual humano variável, flexível e único em cada indivíduo.
O impulso sexual é uma força que se desenvolve após a puberdade. Devido às contínuas transformações que sofre, se apresenta de várias maneiras: a) dirige-se a uma só pessoa, associando-se ao amor e à felicidade, contribuindo para a monogamia; b) divide-se entre várias pessoas; c) eventualmente, o impulso sexual se exterioriza de forma agressiva, manifestando-se como sadismo ou masoquismo; d) e pode orientar-se para o incesto ou o fetichismo.